# Loch Valley
Le loch Valley est un plan d'eau douce situé dans le Galloway Forest Park à l'est de Buchan Hill, au nord du Rig of the Jarkness et sud-ouest de Craignaw. Il se jette via la Gairland Burn dans le loch Trool.
Le loch, qui a un bassin entièrement taillé dans le granite de Loch Doon, est oligotrophique et, a souffert de l'acidification progressive depuis les années 1800 conduisant à la disparition de la population d'origine de la truite brune. Il a retrouvé une certaine normalité, avec l'augmentation lente de son pH, passé de 4,4 en 1978 à 5,2 en 2003.
Entre 1983 et 2003, le niveau de carbone organique dissous du loch a augmenté, et le loch a un taux d'accumulation de sédiments d'environ 0.01 g cm-2 an-1 de 1850 à 1975.

## Analyse de l'eau
| Elément     | Concentration μg/l |
| ----------- | ------------------ |
| CaCO3       | -100               |
| Li          | 0.352              |
| Al          | 130                |
| V           | 0.263              |
| Cr          | 0.199              |
| Fe          | 45.9               |
| Fe DRC (en) | 43.9               |
| Mn          | 11.0               |
| Co          | 0.063              |
| Ni          | 0.852              |
| Cu          | 0.209              |
| Zn          | 3.43               |
| As          | 0.226              |
| Se          | 0.198              |